# Arnolfo II di Baviera
Arnolfo II (913 circa – Ratisbona, 22 luglio 954) fu conte palatino di Baviera dal 938.

## Biografia

### Ascendenza
Arnolfo era il secondo figlio del duca Arnolfo I di Baviera e di sua moglie Giuditta del Friuli, figlia del conte Eberardo di Sülichgau, della stirpe degli Unrochingi, e di Gisela di Verona. Arnolfo apparteneva quindi alla stirpe dei Luitpoldingi.

### Ribellione dei Luitpoldingi, sottomissione e nomina a conte palatino
Nel conflitto tra suo fratello Eberardo e Ottone il Grande, il quale voleva ridurre la speciale posizione bavarese concessa al padre all'interno della struttura politica del regno, Arnolfo fu dalla parte di Eberardo dal 937 al 938. Ottone sconfisse i fratelli ribelli in due campagne, bandì Eberardo e nominò duca il loro zio, il fratello di Arnolfo I, Bertoldo: questo aveva precedentemente rinunciato all'esercizio di importanti privilegi equivalenti alla regalità, come il diritto di nominare vescovi e di amministrare i beni regi in Baviera. Arnolfo riuscì invece a fuggire in Carinzia, dove la sua famiglia aveva vaste proprietà allodiali. Tuttavia, dopo essersi sottomesso a Ottone poco dopo, fu poté godere nuovamente della grazia regia nel 938 e gli fu affidato dal sovrano l'ufficio appena creato di conte palatino in Baviera, cioè l'amministrazione dei possedimenti regi in Baviera.

### Rivolta di Liudolfo
Il Liudolfingio Enrico, che era sposato con la figlia di Arnolfo, Giuditta, e che fu nominato nuovo duca bavarese da Ottone nel 948 dopo la morte di Bertoldo, fece di Arnolfo suo governatore in Baviera nel 953, quando si mosse con un esercito bavarese contro il figlio del re ribelle e duca di Svevia Liudolfo, che occupava Magonza. In questa situazione, Arnolfo, insieme al figlio Bertoldo, al fratello Ermanno e al cugino Herold, arcivescovo di Salisburgo, si ribellò all'estromissione della sua famiglia dall'ufficio ducale da parte di re Ottone e si alleò con Liudolfo (Vitichindo cita il fatto che coinvolse i suoi fratelli, senza specificare quali). Non è certo se l'iniziativa sia venuta da Arnolfo o da Liudolfo. Arnolfo fece valere le sue pretese ereditarie contro sua sorella Giuditta e suo cognato Enrico, reclamò per sé il ducato, si unì alla rivolta di Liudolfo e riconobbe questo come re. Riuscì molto rapidamente a prendere il controllo della maggior parte della Baviera. Nel dicembre 953 conquistò e devastò Augusta e poi assediò il vescovo di questa città, Ulrico, che era fedele al re, nel forte di Schwabmünchen. Lì, tuttavia, fu sconfitto il 6 febbraio 954 dai conti Dietpoldo di Dillingen e Adalberto di Marchtal, che vennero in aiuto di Ulrico, e suo fratello Ermanno fu fatto prigioniero.

### Morte
Quando poco dopo i magiari invasero la Baviera, i ribelli conclusero una tregua con il re Ottone che sarebbe durata fino al 15 giugno 954. Alla dieta imperiale di Langenzenn, vicino a Fürth, il 16 giugno 954, molti di loro si sottomisero, compreso il duca di Lotaringia e cognato di Liudolfo Corrado il Rosso, ma non Liudolfo e Arnolfo, che marciarono verso Ratisbona. Lì Ottone riuscì a intrappolarli e ad assediarli. In una sortita fuori dalle mura, Arnolfo cadde il 22 luglio 954 in battaglia contro le truppe regie comandate dal margravio Gero: il suo cavallo infatti morì davanti alle porte della città e, disarmato, venne abbattuto da delle frecce. Le truppe regie non furono certi della sua morte, fino a quando, due giorni dopo, una donna che fuggiva affamata dalla città non confermò la morte del conte palatino.
Il 1º maggio del 955 l'insurrezione di Liudolfo fu definitivamente sedata con la battaglia di Mühldorf. L'arcivescovo Herold di Salisburgo fu catturato e poi accecato dal duca Enrico ed esiliato sul monte Sabiona.

## Famiglia e figli
Non si conosce il nome della moglie di Arnolfo: essa probabilmente proveniva dalla Svevia e la sua dote probabilmente includeva il castello di Reisensburg vicino a Günzburg. Si ha conoscenza di due figli:
- Bertoldo († 999);
- Una figlia da nome sconosciuto ∞ Mainardo (Meginhard) I, conte sul Mangfall.

## Castello di Scheyern
Secondo Karl Bosl, Arnolfo avrebbe costruito il castello di Scheyern nel 940. I suoi (probabili) discendenti più tardi conti di Scheyern e divennero gli antenati degli Scheyern, poi Wittelsbach, conti palatini di Baviera.